# John Taverner
John Taverner (circa 1490 - 18 oktober 1545) was een Engelse componist in de renaissance. Hij schreef vooral religieuze muziek in een polyfone stijl.

## Levensloop
Taverner werd vermoedelijk ergens in Lincolnshire geboren, maar meer is niet over zijn jeugd bekend. Hij werkte in de kerk van Tattershall en later te Oxford onder de korte patronage van Kardinaal Wolsey. 
Taverner heeft een reputatie als een overtuigd protestant, omdat hij onder het bewind van Hendrik VIII voor Thomas Cromwell werkte. In diens opdracht inventariseerde hij misschien kloosters met het oog op hun ontbinding.
Nadat hij in 1530 zijn post in Oxford als koordirigent neerlegde, is over de volgende periode in zijn leven niets bekend. Men weet wel dat hij in 1545 stierf en in Boston (Lincolnshire) begraven ligt.

## Betekenis
Zoals met vele componisten uit de Oude Muziek is een groot deel van Taverners werk naar alle waarschijnlijkheid verloren gegaan. Dit is meteen ook een van de factoren die de beeldvorming — vooral chronologisch — over zijn leven bemoeilijken.
Taverner wordt als een van de belangrijkste componisten van zijn generatie beschouwd. Hij borduurt voort op de middeleeuwse traditie en componeert in een weelderige polyfonie, zij het met minder kunstgrepen dan zijn voorganger William Cornysh, en met ruimte voor stilistisch experiment. Tot zijn werk behoren motetten, een Te Deum en zes missen, waaronder Missa Sancti Wilhelmi, Missa Gloria tibi Trinitas en The Western Wynde.
- Bibsys: 1019201
- Bibliothèque nationale de France: cb13900308q (data)
- Catàleg d'autoritats de noms i títols de Catalunya: 981058521523406706
- Gemeinsame Normdatei: 118801457
- International Standard Name Identifier: 0000 0000 8083 1832
- Library of Congress Control Number: n79091190
- Nationale Bibliotheek van Letland: 000066009
- MusicBrainz: b65b5ed2-aa5a-4a2f-a65c-78a74fe95846
- Nationale Bibliotheek van Tsjechië: xx0139769
- Nationale Bibliotheek van Israël: 987007390771605171
- Nationale Bibliotheek van Polen: a0000001244374
- Nederlandse Thesaurus van Auteursnamen: 071020012
- LIBRIS: 207283
- SNAC: w68k85br
- Système universitaire de documentation: 076915670
- Virtual International Authority File: 3267137
- WorldCat: E39PBJgd9PRKckW9K9hjMWPG73